# Lucas Mareque
Lucas Mareque (ur. 12 stycznia 1983 w Morón) – argentyński piłkarz, występujący na pozycji obrońcy w klubie Deportivo Español.

## Kariera klubowa
Od 2003 szkolił się w szkółce piłkarskiej River Plate. Z tym zespołem  zadebiutował w Primera División. 4 stycznia 2007 roku  podpisał kontrakt z FC Porto. 26 stycznia 2007 rozegrał swój pierwszy mecz w Liga Sagres na União Leiria. Ukończył rozgrywki jako mistrz Portugalii. Po 6 miesiącach FC Porto wrócił do Argentyny i zaangażował się do klubu Independiente.
11 lipca 2011 roku  podpisał kontrakt z FC Lorient. 06 sierpnia 2011 rozegrał swój pierwszy mecz w Ligue 1 na Paris Saint-Germain. 9 lutego 2013 strzelił swoją pierwszą bramkę w Ligue 1, w meczu przeciwko OGC Nice.
W latach 2015–2016 grał w Barracas Central. W 2016 przeszedł do Deportivo Español.
| Sezon   | Klub             | Kraj       | Rozgrywki        | Mecze | Bramki | Rozgrywki Europy | Mecze | Bramki |
| ------- | ---------------- | ---------- | ---------------- | ----- | ------ | ---------------- | ----- | ------ |
| 2004/05 | River Plate      | Argentyna  | Primera División | 11    | 1      | -                | -     | -      |
| 2005/06 | River Plate      | Argentyna  | Primera División | 0     | 0      | -                | -     | -      |
| 2006/07 | River Plate      | Argentyna  | Primera División | 5     | 0      | -                | -     | -      |
| 2006/07 | FC Porto         | Portugalia | Liga Sagres      | 4     | 0      | -                | -     | -      |
| 2007/08 | Independiente    | Argentyna  | Primera División | 34    | 0      | -                | -     | -      |
| 2008/09 | Independiente    | Argentyna  | Primera División | 26    | 0      | -                | -     | -      |
| 2009/10 | Independiente    | Argentyna  | Primera División | 37    | 1      | -                | -     | -      |
| 2010/11 | Independiente    | Argentyna  | Primera División | 23    | 0      | -                | -     | -      |
| 2011/12 | FC Lorient       | Francja    | Ligue 1          | 31    | 0      | -                | -     | -      |
| 2012/13 | FC Lorient       | Francja    | Ligue 1          | 10    | 1      | -                | -     | -      |
| 2015    | Barracas Central | Argentyna  | Primera B        | 14    | 1      | -                | -     | -      |
| 2016    | Barracas Central | Argentyna  | Primera B        | 9     | 0      | -                | -     | -      |

Stan na: wrzesień 2016.

## Sukcesy

### Klubowe
- FC Porto
  - zwycięzca Liga Sagres: 2007